# Museu Municipal de Arqueologia e Etnografia de Barrancos
O Museu Municipal de Arqueologia e Etnografia de Barrancos está situado em Barrancos, distrito de Beja.
O museu, inaugurado a 24 de Agosto de 2007, apresenta no seu espólio peças epigráficas ibéricas e islâmicas, uma escultura púnica, assim como diversos objectos encontrados na zona de Barrancos.
Apresenta também um gabinete médico municipal que funcionou desde 1890 até 1960, com as peças originais, designadamente instrumentos cirúrgicos e o primeiro modelo de um tensímetro....1933
A organização do museu contou com a colaboração do arqueólogo F.E. Rodrigues Ferreira, sendo tutelado pela Divisão de Acção Sócio-Cultural (CMB).
Fazem também parte do espólio deste museu as seguintes peças:
- Autoclave do início do século XX.
- Estetoscópio de corneta.
- Diversas pedras com escrita ibérica.
- Ave islâmica
- Prato do século XVI
- Anel de ouro romano
- Balança do século XVII
- Cachimbo de noudar
- Chumbo monetário ibérico
- Coelho (inscultura ibérica)
- Elefante (provavelmente púnico)
- Fíbula (período do ferro)